# Paracymoriza aurantialis
Paracymoriza aurantialis là một loài bướm đêm trong họ Crambidae.